# Dettingen Te Deum
Dettingen Te Deum D-dur (HWV 283, ChA 25, HHA III/13) – sakralna kompozycja Georga Friedricha Händla napisana w 1743 roku z okazji zwycięstwa wojsk angielskich nad francuskimi w bitwie pod Dettingen. Piąte i ostatnie Te Deum skomponowane przez Georga Friedricha Händla.

## Obsada
- Soliści: Alt, Tenor, Bas
- Chór: sopran (I, II), alt, tenor, bas
- Instrumenty: obój (I, II), fagot, trąbka (I, II, III[1]), kotły, skrzypce (I, II, III), altówka, wiolonczela, kontrabas, organy, basso continuo

## Historia
Na przełomie sierpnia i września 1741 roku Händel komponuje oratorium Messiah (Mesjasz), HWV 56 do tekstu Charlesa Jennensa. Z początkiem listopada 1741 roku Händel opuszcza Londyn i udaje się do Dublina. Charles Jennens, autor libretta Mesjasza, napisał do Edwarda Holdswortha:
„… Po moim przyjeździe do Miasta z wielką przyjemnością dowiedziałem się, że Handel skomponował Oratorium Mesjasz, ale bardzo zmartwiłem się usłyszawszy iż zamiast wykonać je tutaj, pojechał z nim do Irlandii. Mam nadzieję, że usłyszymy je, kiedy wróci…”
13 kwietnia 1742 roku w New Music Hall w Dublinie ma miejsce premiera oratorium Messiah. 9 września 1742 roku Händel wraca do Londynu, gdzie w październiku wykończa partyturę oratorium Samson, HWV 57, skomponowanego rok wcześniej.
Początek 1743 roku przyniósł wykonanie Samsona, HWV 57, a w 23 marca miała miejsce londyńska premiera oratorium Messiah, HWV 56 jako A Sacred Oratorio. Z końcem kwietnia 1743 roku zdrowie Händla pogorszyło się. 29 kwietnia Charles Jennens napisał do Edwarda Holdswortha:
„Słyszę, że Handel ma nawrót swojego paraliżu, który dotyka jego Głowy i Mowy. Mówi o spędzeniu roku za granicą, toteż nie możemy się w przyszłym roku spodziewać muzyki…”
Z kolei 4 maja Horace Walpole w liście do Horacego Manna napisał:
„Prawdopodobnie na szczęście nie będziemy mieli żadnej opery w przyszłym roku. Handel miał porażenie i nie może komponować.”

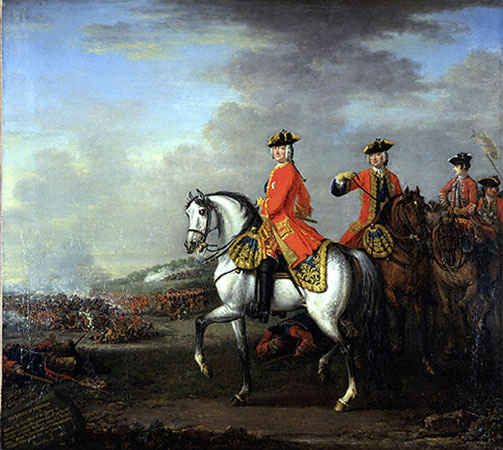
Król Jerzy II, obok syn Wilhelm August, książę Cumberland oraz Robert Darcy, 4. hrabia Holderness podczas bitwy pod Dettingen 27 czerwca 1743 roku, na obrazie Johna Woottona.

Händel odzyskuje jednak siły i w ciągu miesiąca komponuje oratorium Semele, HWV 58. Wkrótce potem przychodzi wiadomość o wielkim zwycięstwie połączonych wojsk brytyjskich, hanowerskich, heskich i austriackich nad wojskami francuskimi w bitwie pod Dettingen 27 czerwca 1743 roku, stoczonej podczas wojny o sukcesję austriacką. Król Jerzy II osobiście dowodził armią. Z okazji zwycięstwa ogłoszono święto narodowe a Händel zaczął komponować uroczyste Te Deum oraz anthem The King shall rejoice. Obydwa utwory znane są dzisiaj jako Dettingen Te Deum, HWV 283 oraz Dettingen Anthem, HWV 265.
Aktywność Händla w 1743 roku:
- 5 lutego – kończy komponować Koncert organowy A-dur Op.7 Nr 2, HWV 307
- 18 lutego – premiera oratorium Samson, HWV 57, premiera Koncertu organowego A-dur Op.7 Nr 2, HWV 307
- 18 marca – wznowienie oratorium L'Allegro, il Penseroso, ed il Moderato, HWV 55 razem z Ode for St. Cecilia's Day (Oda na dzień Św. Cecylii), HWV 76
- 23 marca – londyńska premiera oratorium Messiah (Mesjasz), HWV 56 jako A Sacred Oratorio
- 3 czerwca – 4 lipca komponuje oratorium Semele, HWV 58
- 17 lipca – koniec (29?) lipca komponuje Dettingen Te Deum, HWV 283
- 30 lipca – 3 sierpnia komponuje Dettingen Anthem, HWV 265
- 26 sierpnia – 12 września komponuje oratorium Joseph and his Brethren (Józef i jego bracia), HWV 59
- 27 listopada – wykonanie Dettingen Te Deum, HWV 283 oraz Dettingen Anthem, HWV 265

Próby utworu miały miejsce w Banqueting House, Whitehall. Nie ma wątpliwości, że Dettingen Te Deum, podobnie jak Utrecht Te Deum, miało być wykonane w Katedrze św. Pawła. Utwór został wykonany dopiero 27 listopada 1743 roku Kaplicy królewskiej (Chapel Royal) w Pałacu św. Jakuba (St. James’s Palace) w obecności króla podczas nabożeństwa nie z okazji wspaniałego zwycięstwa a za szczęśliwy powrót króla do Anglii.

## Zapożyczenia
Podczas komponowania swojego Te Deum Händel wykorzystał Te Deum Francesco Antonio Urio. Händel posiadał rękopis utworu Urio. Dwie pozostałe kopie umiejscawiają Te Deum Urio pomiędzy rokiem 1660 a 1682, jednak styl kompozycji sugeruje, że obydwie daty są zbyt wczesne. Händel mógł pozyskać kopię utworu Urio podczas swojego pobytu w Rzymie u kardynała Ottoboniego, któremu Urio dedykował zbiór motetów w 1690 roku, jednak ponad trzydziestoletnia przerwa w wykorzystaniu materiału muzycznego nie jest charakterystyczna dla Händla.
Zapożyczenia
| Handel Dettingen Te Deum                    | Urio Te Deum                           |
| ------------------------------------------- | -------------------------------------- |
| 1. We praise thee                           | Laudamus te                            |
| 2. All the earth                            | Te eternum                             |
| 3. To thee all angels cry                   | Te gloriosus Apostolorum               |
| 4. To thee Cherubim                         | Tibi Cherubim                          |
| 5. The glorious company/also the holy ghost | Te per orbem terrarum                  |
| 8. When thou hadst overcome                 | Tu devicto mortis aculeo               |
| 9. Thou sittest at the right hand           | Tu ad dexteram Dei sedes               |
| 11. We there fore pray thee                 | Tu ergo quaesumus tuis famulis subveni |
| 13. Day by day we magnify thee              | Dignare, Domine                        |
| (13.) and we wroship thy name               | Per singulos dies benedicimus          |

Struktura dzieła
| Nr | Wers | Tonacja                    | Oznaczenie tempa                             | Głosy                                                   | Instrumenty                            |
| -- | --- | -------------------------- | -------------------------------------------- | ------------------------------------------------------- | -------------------------------------- |
| 1  | 1. We praise thee, O God, we acknowledge thee to be the Lord. | D-dur                      | Allegro                                      | ssatb, A                                                | orkiestra                              |
| 2  | 2. All the earth doth worship thee, the Father Everlasting. | D-dur                      | Allegro                                      | A, ssatb                                                | orkiestra                              |
| 3  | 3. To thee all Angels cry aloud, the Heav'ns and all the Powers therein. | h-moll, A-dur              | Larghetto a piano                            | stb                                                     | fagot, smyczki                         |
| 4  | 4. To thee Cherubim and Seraphim continually do cry, 5. Holy, Holy, Holy,Lord God of Sabaoth. 6. Heaven and earth are full of the Majesty of thy glory. | D-dur                      | Andante                                      | ssatb                                                   | orkiestra                              |
| 5  | 7. The glorious company of the apostles praise thee. 8. The goodly fellowship of the prophets praise thee. 9. The noble army of martyrs praise thee. 10. The holy Church throughout all the world doth acknowledge thee, 11. The Father of an infinite Majesty, 12. thine honourable, true and only Son, 13. also the Holy Ghost the Comforter. | G-dur G-dur, h-moll h-moll | Andante non presto Grave (11. the Father...) | b, sa (7.) b, at (8.) b, st (9.) satb (10.) ssatb (11.) | smyczki (oboje i fagoty dublują głosy) |
| 6  | 14. Thou art the King of Glory, O Christ. 15. Thou art the everlasting Son of the Father. | D-dur                      | brak oznaczenia tempa                        | B, ssatb                                                | trąbki, orkiestra                      |
| 7  | 16. When thou tookest upon thee to deliver man, thou didst not abhor the Virgin's womb. | A-dur                      | Larghetto e piano un poco                    | B                                                       | smyczki                                |
| 8  | 17. When thou hadst overcome the sharpness of death thou didst open the Kingdom of Heaven to all believers. | g-moll, d-moll D-dur       | Grave Allegro                                | ssatb                                                   | smyczki orkiestra                      |
| 9  | 18. Thou sittest at the right hand of God in the glory of the Father. 19. We believe that thou shalt come to be our Judge. | B-dur B-dur, g-moll        | Andante Adagio                               | atb                                                     | oboje, smyczki basso continuo, trąbki  |
| 10 | (Symphony.) | D-dur                      | Adagio                                       | –                                                       | trąbka I, II                           |
| 11 | 20. We therefore pray thee, help thy servants, whom thou hast redeemed with thy precious blood. | g-moll                     | Largo                                        | ssatb, ss                                               | basso continuo bez akompaniamentu      |
| 12 | 21. Make them to be numbered with thy Saints in glory everlasting. 22. O Lord, save thy people and bless thine heritage. 23. Govern them and lift them up for ever. | B-dur, g-moll              | Largo                                        | ssatb                                                   | oboje, fagoty, smyczki                 |
| 13 | 24.Day by day we magnify thee. 25. And we worship thy Name ever world without end. | D-dur                      | Allegro, non presto                          | ssatb                                                   | trąbki, orkiestra orkiestra            |
| 14 | 26. Vouchsafe, O Lord : to keep us this day without sin. 27. O Lord, have mercy upon us have mercy upon us. 28. O Lord, let thy mercy lighten upon us as our trust is in thee. | h-moll e-moll h-moll       | Largo e piano                                | B                                                       | smyczki                                |
| 15 | 29. O Lord, in thee have I trusted let me never be confounded. | D-dur                      | Andante                                      | A, ssatb                                                | orkiestra                              |

Objaśnienia:

Soliści: A – alt, T – tenor, B – bas,

Chór: s – sopran, a – alt, t – tenor, b – bas,

Orkiestra – obój (I, II), fagot, trąbka (I, II, III), kotły, skrzypce (I, II, III), altówka, wiolonczela, kontrabas, organy, basso continuo.

## Opracowania
Na przełomie lat 1828/29 Carl Friedrich Zelter, propagator dzieł Georga Friedricha Händla, poprosił Felixa Mendelssohna o przygotowanie opracowania (w niemieckim tłumaczeniu Zeltera) Dettingen Te Deum. Mendelssohn dodał w swojej instrumentacji flet, klarnet i róg dla wzmocnienia i nadania większego kolorytu dźwiękowego charakterystycznego dla okresu wczesnoromantycznego. W związku z przełożeniem wykonania Te Deum na styczeń 1831 roku, Mendelssohn nie usłyszał go, gdyż był w tym czasie w Rzymie. Mendelssohn włączył Dettingen Te Deum na stałe do swoich koncertów, wykonując je m.in. 25 czerwca 1840 z okazji czterechsetnej rocznicy sztuki drukarskiej i zarazem rocznicy wyznania augsburskiego (1530), które były razem obchodzone w Lipsku.

## Pisownia
W języku polskim nazwę kompozycji przyjęło się podawać jako Dettingen Te Deum, zostawiając wersję angielską pisowni. Niemiecka wersja przymiotnikowa Dettinger Te Deum (Dettingenckie Te Deum), nie jest używana w Polsce, w przeciwieństwie do Te Deum skomponowanego przez Händla z okazji pokoju w Utrechcie, gdzie spotykamy zarówno formę rzeczownikową Utrecht Te Deum jak i przymiotnikową Utrechckie Te Deum.

## Nagrania
1. Handel – Dettingen Te Deum, Dettingen Anthem – Christopher Tipping – alt, Harry Christophers – tenor, Michael Pearce – bas, Stephen Varcoe – bas, Choir of Westmintser Abbey, The English Concert (Trevor Pinnock), Simon Preston, dyr., ARCHIV, 1984, CD, DDD, 410 647-2
2. Handel – Dettingen Te Deum, Dixit Dominus – Lena Lootens – sopran, Roberta Invernizzi – sopran, Gloria Banditelli – alt, Marco Beasley – tenor, Antonio Abete – bas, Coro della Radio Svizzera, Ensemble Vanitas – Diego Fasolis, dyr., nagranie live, Arts Music, 2007, CD, DDD, 47560-2
3. Handel – Dettingen Te Deum, Zadok the Priest, Organ Concerto No 14 – Christopher Lowrey – kontratenor, robin Firth – tenor, Neal Davies – bas, The Choir of Trinity College, Cambridge, Academy of Ancient Music, Richard Marlow – organy, Stephen Layton, dyr., Hyperion Records, 2008, CD, DDD, CDA67678
4. Handel – Dettingen Te Deum, Te Deum in A major – Dorothee Mields – sopran, Ulrike Andersen – alt, Mark Wilde – tenor, Chris Dixon – bas, Alsfelder Vokalensemble, Concerto Polacco, Wolfgang Helbich, dyr. NAXOS, 2001, CD, DDD, 8.554753
5. Georg Friedrich Händel – Dettinger Te Deum (version by Mednelssohn Bartholdy), Luigi Cherubini – Chant sur la mort de Joseph Haydn, Carus, 2009, CD, DDD, 83.358